# Ousmane Doumbia
Ousmane Doumbia (Adjamé, 1992. május 21. –) elefántcsontparti labdarúgó, az amerikai Chicago Fire középpályása a svájci Lugano csapatától.
Testvére, Seydou Doumbia szintén labdarúgó.

## Pályafutása
Doumbia az elefántcsontparti Adjamé városában született.
2012-ben mutatkozott be a helyi Athlétic d'Adjamé felnőtt csapatában. A 2013–14-es szezonban kölcsönben szerepelt a svájci Servetténél. A következő szezon kezdete előtt a lehetőséggel élve a klubhoz igazolt. A 2016–17-es szezonban az Yverdon-Sportnál játszott, ahol összesen 6 mérkőzésen lépett csak pályára. 2018. január 1-jén a másodosztályú Winterthur csapatához igazolt.
2020. október 10-én kétéves szerződést kötött az első osztályú Zürich együttesével. Először 2020. október 24-én, Vaduz ellen 4–1-re megnyert mérkőzésen lépett pályára, ahol egyből egy gólpasszt is kiosztott. 2022. július 1-jén a Luganohoz igazolt és aláírt egy négyéves szerződést a klubbal. A 2023-as szezon második felében az észak-amerikai első osztályban érdekelt Chicago Fire csapatát erősítette kölcsönben.

## Statisztikák
2023. június 4. szerint
| Klub       | Szezon   | Osztály            | Bajnokság | Bajnokság | Kupa  | Kupa | Nemzetközi | Nemzetközi | Összesen | Összesen |
| Klub       | Szezon   | Osztály            | Meccs     | Gól       | Meccs | Gól  | Meccs      | Gól        | Meccs    | Gól      |
| ---------- | -------- | ------------------ | --------- | --------- | ----- | ---- | ---------- | ---------- | -------- | -------- |
| Winterthur | 2017–18  | Challenge League   | 18        | 0         | 0     | 0    | 0          | 0          | 18       | 0        |
| Winterthur | 2018–19  | Challenge League   | 32        | 5         | 2     | 1    | 0          | 0          | 34       | 6        |
| Winterthur | 2019–20  | Challenge League   | 34        | 4         | 5     | 0    | 0          | 0          | 39       | 4        |
| Winterthur | 2020–21  | Challenge League   | 3         | 3         | 0     | 0    | 0          | 0          | 3        | 3        |
| Winterthur | Összesen | Összesen           | 87        | 12        | 7     | 1    | 0          | 0          | 94       | 13       |
| Zürich     | 2020–21  | Swiss Super League | 30        | 0         | 0     | 0    | 0          | 0          | 30       | 0        |
| Zürich     | 2021–22  | Swiss Super League | 35        | 0         | 2     | 0    | 0          | 0          | 37       | 0        |
| Zürich     | Összesen | Összesen           | 65        | 0         | 2     | 0    | 0          | 0          | 67       | 0        |
| Lugano     | 2022–23  | Swiss Super League | 35        | 2         | 5     | 0    | 2          | 1          | 42       | 3        |
| Összesen   | Összesen | Összesen           | 187       | 14        | 14    | 1    | 2          | 1          | 203      | 16       |

## Sikerei, díjai
Zürich
- Swiss Super League
  - Bajnok (1): 2021–22

Lugano
- Svájci Kupa
  - Döntős (1): 2022–23